# Laskowo (powiat żniński)
Laskowo – wieś w Polsce położona w województwie kujawsko-pomorskim, w powiecie żnińskim, w gminie Janowiec Wielkopolski.
Znajduje się tutaj szkoła podstawowa, remiza strażacka i mały kościół, w którym odbywają się czasami msze ekumeniczne. Wieś typowo rolnicza, jak również turystyczna: znajduje się tu czyste jezioro i domki letniskowe. W latach 1975–1998 miejscowość administracyjnie należała do województwa bydgoskiego. Według Narodowego Spisu Powszechnego (III 2011 r.) liczyła 189 mieszkańców. Jest czternastą co do wielkości miejscowością gminy Janowiec Wielkopolski.

## Zabytki
Według rejestru zabytków NID na listę zabytków wpisany jest zespół dworski z roku 1810, nr rej.: A/425/1-2 z 21.10.1994: dwór i park z XIX w.